# Vegesacker Hafen
Der Vegesacker Hafen ist der 1622/23 von Bremen eröffnete Hafen in Vegesack.

## Geografie

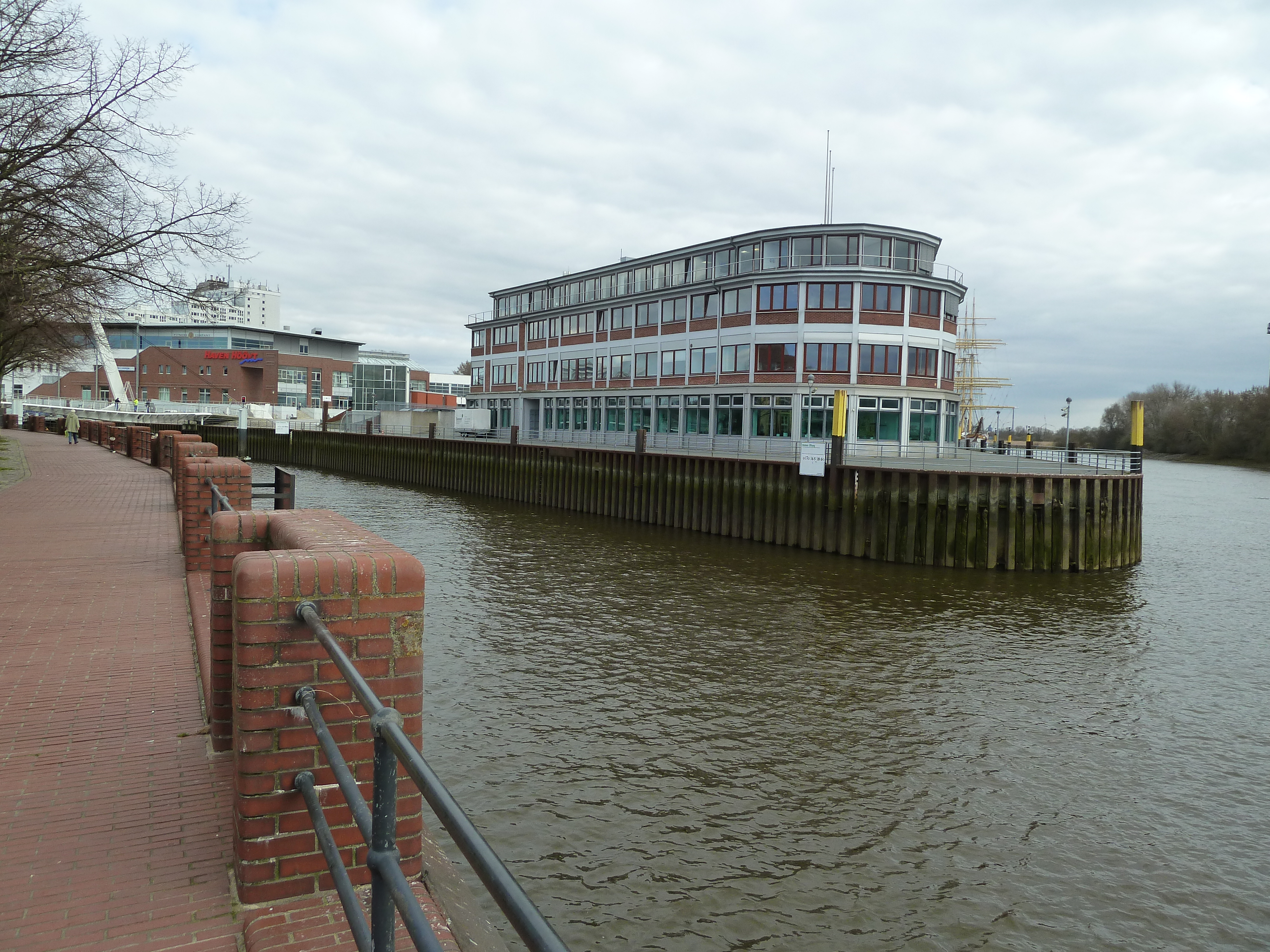
Einfahrt zum Hafen, das Gebäude in der Mitte beherbergt die Verwaltung der Lürssen-Werft, am rechten Bildrand mündet die Lesum in die Weser

Der Hafen liegt zentral in Vegesack zwischen dem Vegesacker Bahnhofsplatz und der Weser. Seine Einfahrt befindet sich an der Mündung der Lesum in die Weser. In das Hafenbecken mündet die Schönebecker Aue, die auf dem letzten Teilstück durch ein Rohrsystem den Vegesacker Bahnhofsplatz unterfließt. Kurz hinter der Einfahrt des Hafens führt seit 1999 eine 42 Meter lange, stählerne Fußgängerklappbrücke über das Hafenbecken. Das Hafenbecken ist 285 Meter lang, 60 Meter breit und die Kajenlänge beträgt 465 Meter.

## Geschichte

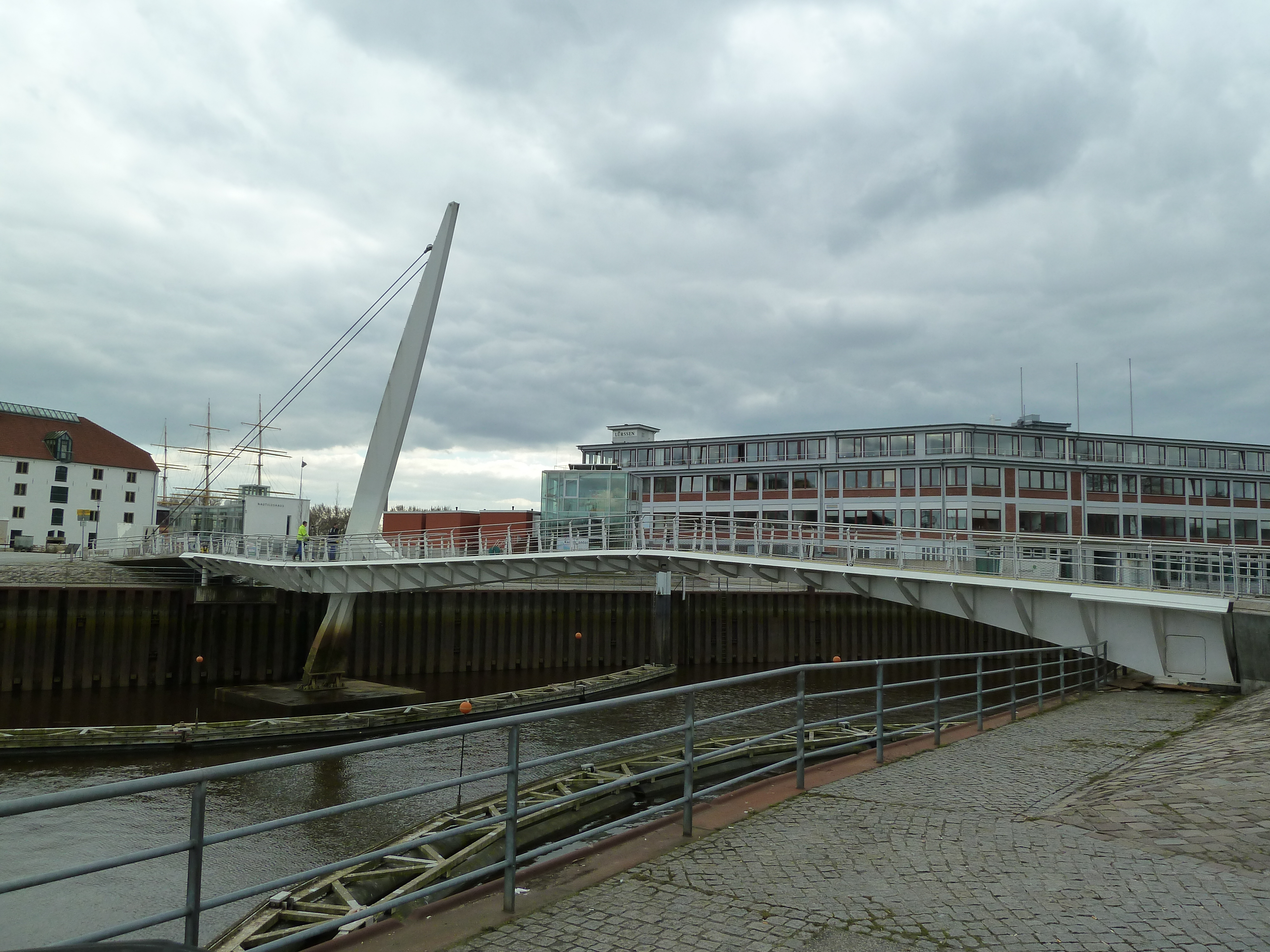
Fußgängerklappbrücke über das Hafenbecken

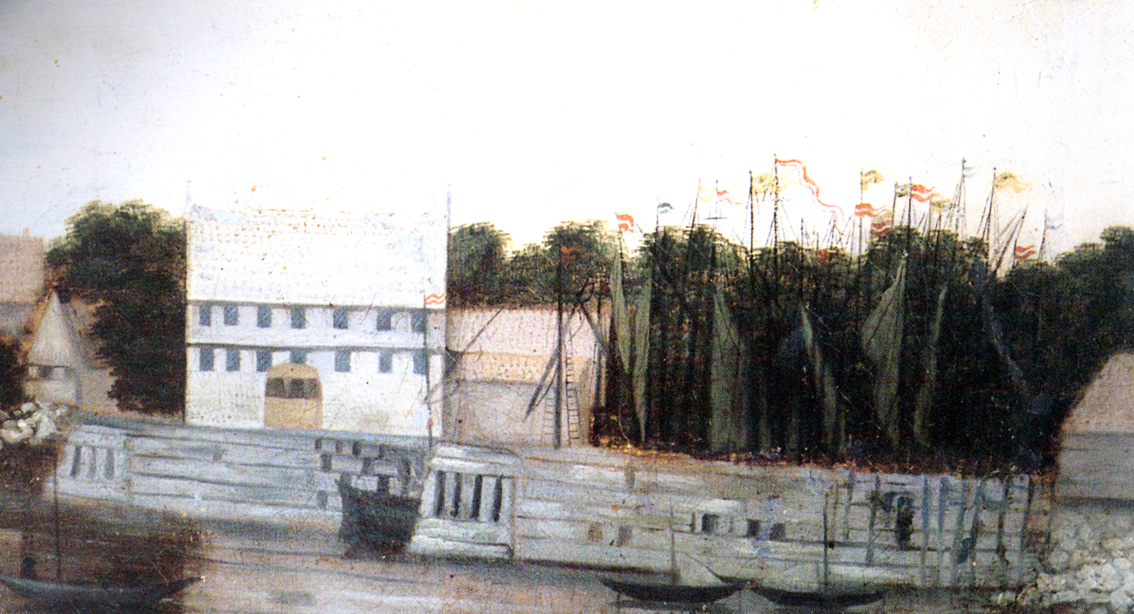
Der Vegesacker Hafen mit dem Havenhaus im Jahr 1670 (Ausschnitt eines Gemäldes)

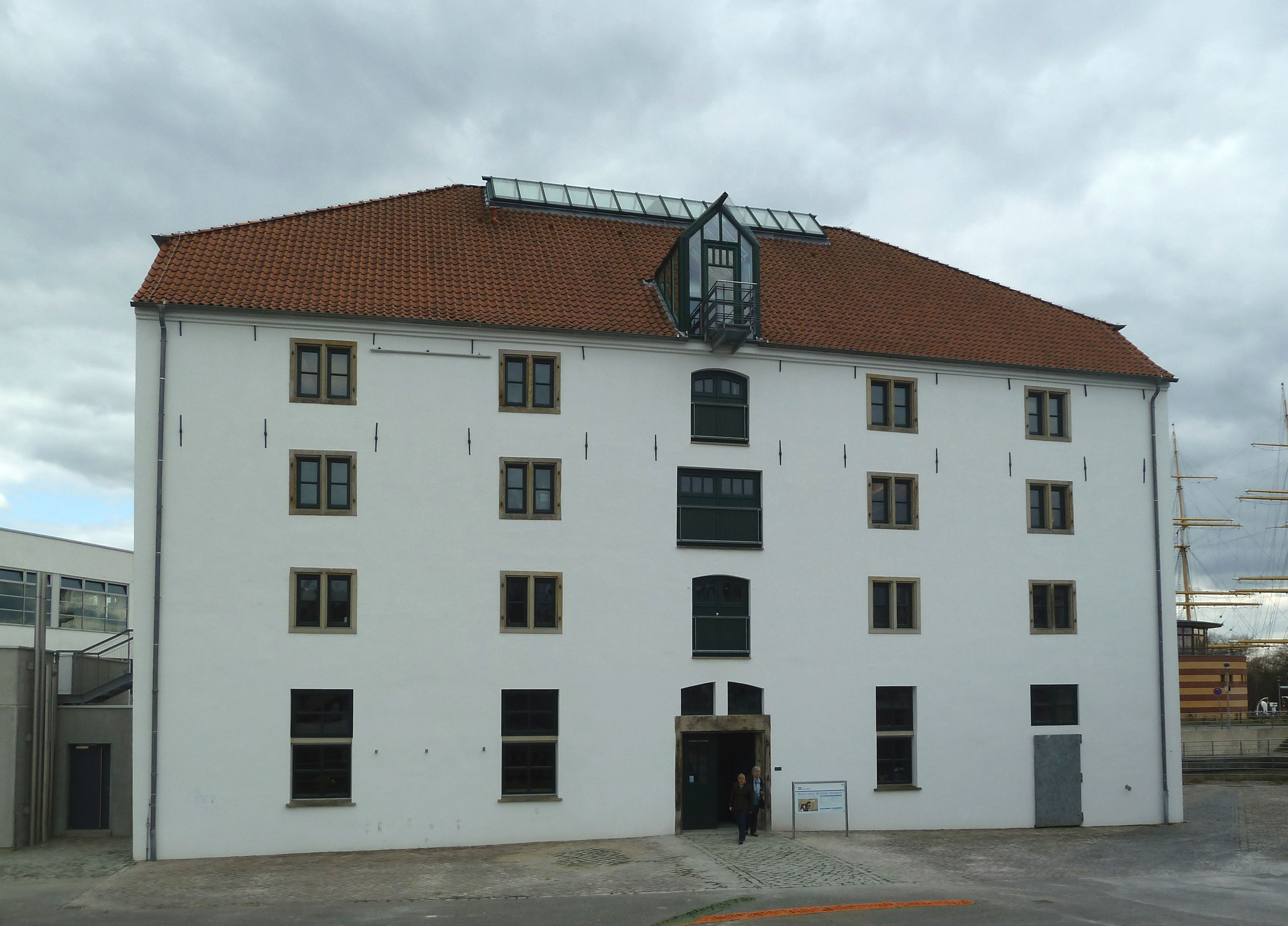
Alter Speicher neben dem Hafenbecken, er beherbergt heute das Vegesacker Geschichtenhaus und eine Galerie

Der Vegesacker Hafen wurde 1622/23 in Betrieb genommen. Er ist damit der älteste künstlich angelegte Hafen Deutschlands. Ausschlaggebend für den Bau dieses Hafens waren die zunehmende Versandung der Weser, die den Warentransport flussaufwärts nach Bremen erschwerte oder gänzlich unmöglich machte, sowie die Forderung Bremer Schiffer nach einem Reparatur- und sicheren Liegeplatz ihrer Schiffe für die Winterzeit. Solange es keinen solchen Hafen gab, mussten die Schiffe in Flusseinbuchtungen und Seitenarmen der Weser den Winter und die Unwetter überstehen. So verteilten sich zahlreiche Schiffe auf den gesamten Weserlauf von Bremen bis zur Wesermündung und boten leichte Ziele für Plünderer und Diebe.
Für einen Hafen boten sich vorzugsweise drei Orte an, nämlich das am linken Ufer der Lesum gelegene Lesmerbrook (‚Lesumbrok‘), das am rechten Weserufer gelegene Blomenthal (‚Blumenthal‘) mit seinem für einen Hafenbau geeigneten Deichvorland (dem sogenannten „Marschhörne“) und das bei Fegesacke (‚Vegesack‘) an den Mündungen der Schönebecker Aue und der Leessem (‚Lesum‘) in die Weser gelegene Oumunder Depe (‚Aumunder Tief‘), auch „Dat Ole Deep“ genannt (‚Altes Tief‘). Dieses war wegen seiner geschützten Lage seit längerem schon ein bevorzugter Liegeplatz für Schiffe.
Ab 1588 fanden mehrere Besichtigungen des Aumunder Tiefs durch Bremer Ratsherren statt, doch erst 1618 – also mit Beginn des Dreißigjährigen Krieges – erfolgte nach erneuten massiven Forderungen der Bremer Schiffergilde die Entscheidung für den Hafenbau bei Fegesacke, das zu dieser Zeit aus nur wenigen Häusern bestand. Für die Bauleitung wurden holländische Fachleute angeworben, da den Bremern Erfahrung im Hafenbau fehlte.
Das ausgewählte Gelände erwies sich günstig für den Hafenbau: weil das vorhandene Bett der Aue tief lag, waren nur wenig zusätzliche Erdarbeiten erforderlich; der (durch Meeresablagerungen entstandene) tonig-lehmige Untergrund erwies sich als fest. Die drei bei Vegesack in die Weser mündenden Flüsse (Lesum, die Schönebecker Aue und die etwa sieben Kilometer flussaufwärts mündende Ochtum) lieferten so viel zusätzliches Wasser, dass die Weser an dieser Stelle auch ausreichend tief war – etwa vier Meter – und somit keine zusätzlichen Vertiefungsmaßnahmen erforderlich wurden. Dadurch konnten auch größere Schiffe ohne Gefahr, auf Untiefen zu stranden, in den Hafen einfahren.
Der Hafenbau begann im Frühjahr 1619 mit der Verbreiterung und Vertiefung des Auebetts. Problematisch erwies sich schon während der Bauzeit, dass die Schönebecker Aue sehr viel Sand und Schlick ins Hafenbecken spülte, deshalb führte man sie in einem neuen Bett östlich um den Hafen herum und ließ sie etwa 100 m von der Hafenmündung entfernt stromaufwärts in die Lesum münden.
Im Sommer 1622 wurden die Arbeiten weitgehend abgeschlossen, 1623 der Hafen dann feierlich in Betrieb genommen. Von den großen Schiffen angelieferte Waren wurden nun im neuen Hafen auf kleinere und flachere Schiffe oder Pferdefuhrwerke umgeladen und dann auf dem Wasser- oder Landweg nach Bremen transportiert, was zusätzliche Kosten verursachte.
Die Kosten für den Hafenbau in Höhe von 11.600 Talern wurde überwiegend vom Haus Seefahrt – eine Stiftung der Bremer Schiffergilde von 1545 zur Unterstützung bedürftiger Seeleute – getragen. Diese durfte im Gegenzug die Verwaltung des Hafens übernehmen und zusätzlich jährlich eine Kollekte veranstalten. 1645 bis 1648 wurde nahe der Hafeneinfahrt mit dem heute als Gaststätte und Hotel genutzten Havenhaus ein repräsentatives Dienst- und Wohngebäude für den Hafenmeister errichtet.
Die Blütezeit des Vegesacker Hafens dauerte etwa 180 Jahre. Während dieser Zeit wechselte der Ort Vegesack mehrfach den Besitzer, was aber wenig Einfluss auf den Hafenbetrieb hatte. 1653 wurde Vegesack von Schweden besetzt, das Havenhaus wurde zur „Festung“ umgebaut. Ab 1712 gehörte Vegesack zu Dänemark, welches es aber bereits 1715 an Kur-Hannover verkaufte. Mit dem Zweiten Stader Vergleich verlor Bremen 1741 alle Rechte an Vegesack, nur Hafen und Havenhaus verblieben ihnen. Während des Siebenjährigen Krieges 1756–1763 wurde Vegesack von Frankreich besetzt; Ende 1804 wurde es dann endgültig wieder bremisch.

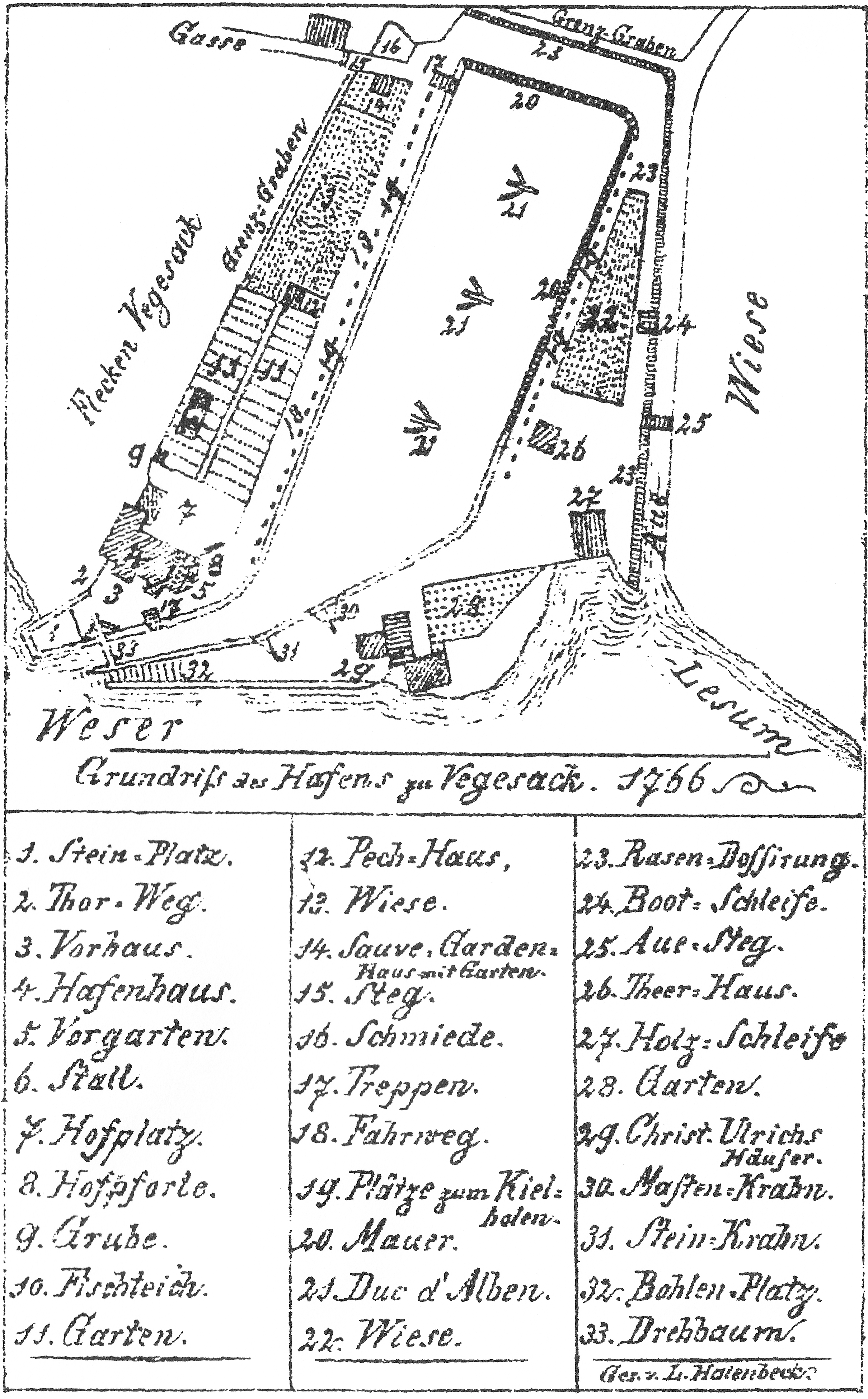
Grundriss des Vegesacker Hafens im Jahre 1766

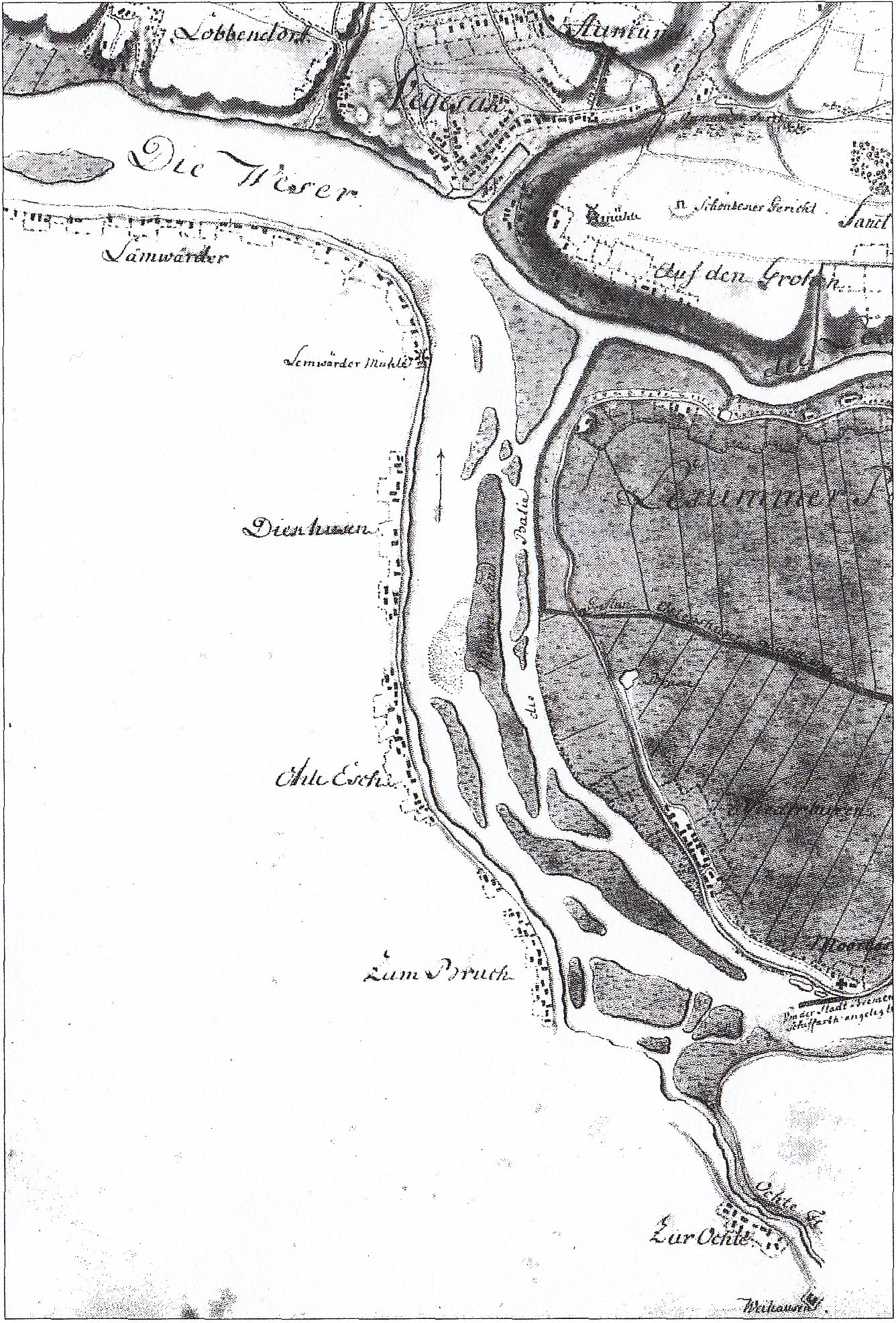
Die Wesersände zwischen den Mündungen von Lesum und Ochtum, Kurhannoversche Landesaufnahme 1773

Im Umkreis des Hafens siedelten sich zahlreiche Unternehmen an und immer mehr Siedler, Händler und Schiffer. Bis zum Ende des 17. Jahrhunderts wurde der Hafen als Exporthafen für im Umland gewonnene Rohstoffe wie Holz und Stein genutzt. In der zweiten Hälfte des 17. Jahrhunderts entwickelten sich Vegesack und der Hafen zu einem Stützpunkt für den Walfang in der Arktis. Bereits 1653 war hierfür eine bremische Grönland-Compagnie gegründet worden. 1830 baute der Werftbesitzer Johann Lange eine neue Walfangflotte auf und 1843 wurde in Vegesack eine Aktiengesellschaft „…zum Zweck der Grönlandfischerei…“ gegründet. Nach kurzzeitigem Walfang auch in der Südsee wurde der Walfang in der Arktis noch bis 1872 betrieben und dann eingestellt, da mit Aufkommen des Petroleums als Brennstoff die Trangewinnung aus Walen unrentabel geworden war. An die Tradition Vegesacks als „Walfängerstadt“ erinnern heute noch etliche Denkmäler in der Stadt, so der Wal in Vegesack in der Fußgängerzone sowie Wal-Kiefer und Wal-Schwanzflosse auf der Weserpromenade am Utkiek in der Nähe der Hafeneinfahrt.
Der Neubau von Schiffen war zunächst ausschließlich Bremen vorbehalten, lediglich Reparaturarbeiten durften außerhalb durchgeführt werden. Wegen der geringen Wassertiefe der Weser blieb der Schiffbau in Bremen jedoch ziemlich bedeutungslos und verlagerte sich damit zwangsläufig nach Vegesack. Die erste größere Werft, gegründet von Cord Cöper, entstand wohl bereits um 1639 zwischen der neuen Auemündung und der Hafeneinfahrt. Während hier zunächst entsprechend den Bremer Anordnungen nur Reparaturarbeiten durchgeführt wurden, entstanden später wahrscheinlich auch Neubauten. Von Cöpers Nachfolgern übernahm Johann Lange 1805 den Standort. Die Lange Werft, die 1817 den ersten deutschen Flussdampfer Die Weser baute, wurde eine der beiden Vorläufer des 1893 gegründeten Bremer Vulkan. 1897 siedelte sich hier Lürßen Bootsbau an, die spätere Lürssen Werft und nach Schließung des Bremer Vulkan 1997 die letzte Vegesacker Werft. Das Verwaltungsgebäude der Lürssen Werft steht noch heute an derselben Stelle.
Im Umkreis des Hafens siedelten sich weitere Werften an, so etwa 200 Meter von der Hafeneinfahrt entfernt 1770 die Schiffswerft von Johann Jantzen mit dessen Nachfolger Jürgen Sager und später seinem Sohn Peter Sager. Nach dem Bau von insgesamt etwa 150 Segelschiffen wurde die Werft 1870 geschlossen. Einige hundert Meter weiter flussabwärts gründete H. F. Ulrichs 1838 seine Werft, später als Bremer Schiffbaugesellschaft die zweite Vorläuferwerft des Bremer Vulkan.
Mit den drei Werften Lange, Jantzen/Sager und Ulrichs war Vegesack zu dem bedeutendsten Schiffbaustandort an der Unterweser geworden.
Der Hafen verlor seine Bedeutung im letzten Viertel des 18. Jahrhunderts, als auch die Weser stromabwärts von Vegesack immer mehr versandete. Der Tidenhub betrug bei Vegesack nur noch 0,91 Meter und bei Flut hatte die Fahrrinne nur noch eine Tiefe von etwa zwei Metern. Die technischen und finanziellen  Möglichkeiten für eine Weservertiefung reichten damals nicht aus, dieses Problem zu lösen. Die Verladung von Gütern verlagerte sich daher von Vegesack in die oldenburgischen Orte Brake und Elsfleth, was zu jahrzehntelangen Konflikten und Zollstreitigkeiten zwischen Bremen und Oldenburg führte.
Nach der Gründung Bremerhavens 1827 und dem Ausbau deren Häfen erhielt Bremen wieder eine eigenständige Anbindung an den Seehandel. Damit wurde der Vegesacker Hafen für den Zwischenhandel endgültig bedeutungslos und hatte nur noch geringe örtliche Bedeutung, womit sein allmählicher Verfall einherging. Hoffnung kam noch einmal auf nach der Vertiefung und Begradigung der Weser durch Ludwig Franzius um 1895. Doch statt wie früher ihre Waren in Vegesack zu entladen, fuhren auch die größeren Schiffe jetzt wieder direkt nach Bremen. Trotzdem profitierte der Hafen, indem sich neue Industrien in seiner Umgebung ansiedelten.
Von 1895 bis 1969 war am Vegesacker Hafen die Bremen-Vegesacker Fischerei-Gesellschaft – zeitweise die größte Heringsfischerei Europas – beheimatet. Im Hafen selbst lag das beim Bremer Vulkan erbaute Schwimmdock der Gesellschaft zur Durchführung von Reparaturen an den eigenen Schiffen.
In den 1930er Jahren gab es Pläne zur Erweiterung des Vegesacker Hafens um einen Loggerhafen.
Der Vegesacker Hafen wurde 2022 400 Jahre alt. Der Havengeburtstag wurde das ganze Jahr über mit verschiedenen Veranstaltungen gefeiert. Das Haupt-Festwochenende fand vom 12. bis 15. Mai 2022 statt.

## Heutige Nutzung

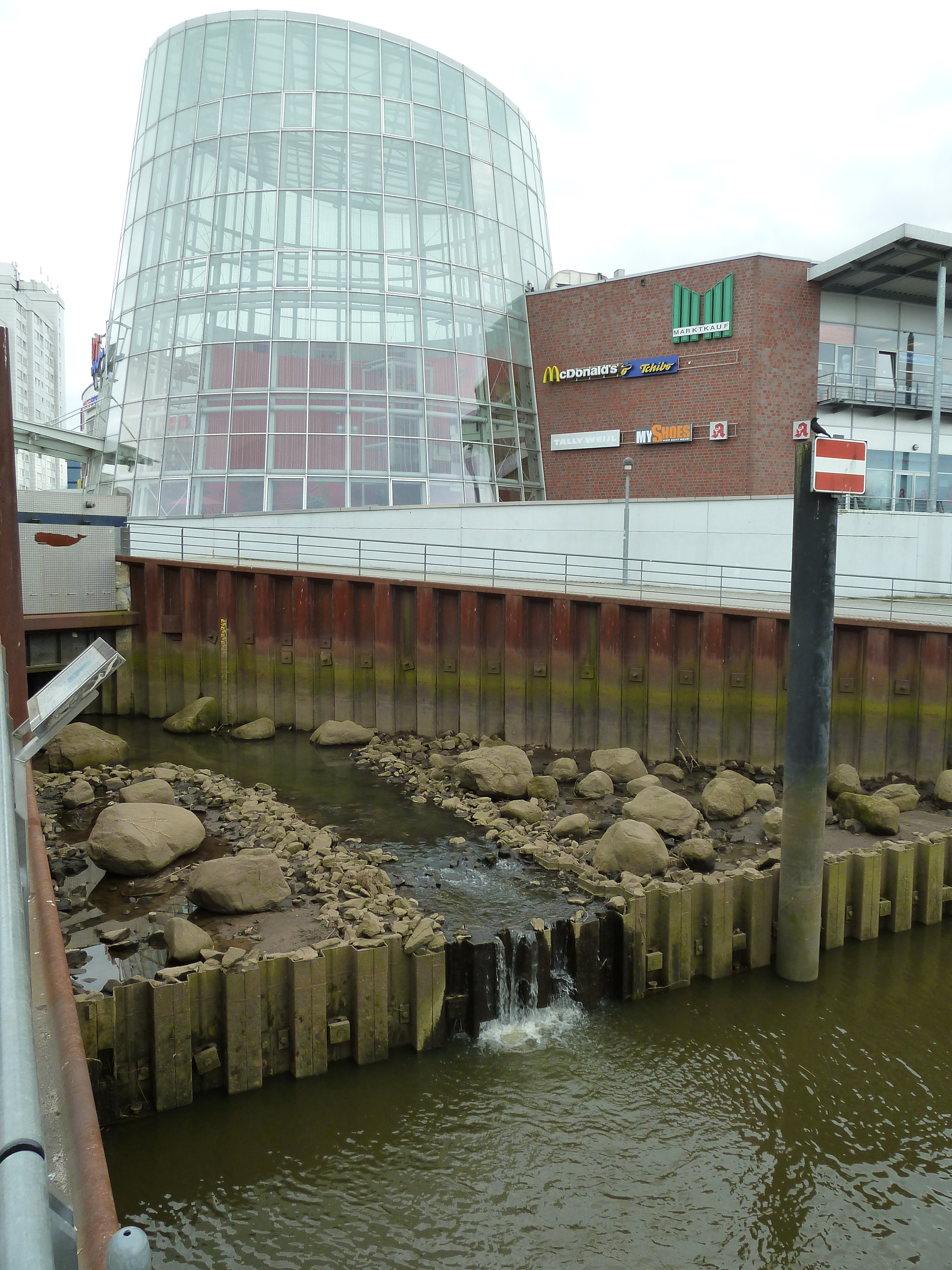
Mündung der Schönebecker Aue in das Hafenbecken

In den 1970er Jahren wurde bei der Sanierung des Stadtzentrums von Vegesack auch der Hafen erneuert und umgebaut. Seit 2006 wird der Hafen überwiegend als Museumshafen mit historischen Schiffen wie dem 1893 beim Bremer Vulkan gebauten Segellogger BV2 Vegesack, dem Löschboot 1, der Franzius und dem Seenot-Rettungskreuzer Bremen genutzt. Im Hafen liegen dauerhaft über 20 Schiffe, von denen einige besichtigt werden können. Neben der Hafeneinfahrt in der Lesum lag von 1996 bis 2021 das ehemalige Segelschulschiff Deutschland.
Die Schönebecker Aue fließt wie ursprünglich wieder direkt in den Hafen. Eine Seilzugklappbrücke verbindet West- und Ostufer, an dem sich das Speicherquartier und das aus dem Einkaufszentrum Haven Höövt hervorgegangene Kontor zum Alten Speicher befinden. Die Brücke befindet sich nahe der Stelle, an der von 1872 bis 1953 eine eiserne Drehbrücke bereits beide Ufer vom Utkiek zum Hafenhöft mit seiner Signalstation verband. An der Nordkaje des Hafens betrachtet „Reckers Familie“, eine bronzene Figurengruppe des Bremer Künstlers Thomas Recker, mit Ferngläsern das Treiben im Hafen und auf dem Bahnhofsplatz.
Der Hafen ist ein Teil der Maritimen Meile Vegesacks, die bis zum ehemaligen Vulkan-Gelände reicht.